# Форт-Маклауд
Форт-Маклауд (англ. Fort Macleod) — містечко в Канаді, у провінції Альберта, у складі муніципального району Віллов-Крік.

## Населення
За даними перепису 2016 року, містечко нараховувало 2967 осіб, показавши скорочення на 4,8 %, порівняно з 2011-м роком. Середня густина населення становила 126,8 осіб/км².
З офіційних мов обидвома одночасно володіли 55 жителів, тільки англійською — 2 825, а 10 — жодною з них. Усього 370 осіб вважали рідною мовою не одну з офіційних, з них 40 — одну з корінних мов, а 10 — українську.
Працездатне населення становило 1 380 осіб (58 % усього населення), рівень безробіття — 7,2 % (9,2 % серед чоловіків та 6 % серед жінок). 86,2 % осіб були найманими працівниками, а 12 % — самозайнятими.
Середній дохід на особу становив $40 306 (медіана $33 419), при цьому для чоловіків — $48 878, а для жінок $32 946 (медіани — $44 480 та $26 944 відповідно).
31,5 % мешканців мали закінчену шкільну освіту, не мали закінченої шкільної освіти — 24,4 %, 43,9 % мали післяшкільну освіту, з яких 24,9 % мали диплом бакалавра, або вищий, 10 осіб мали вчений ступінь.
| Статево-вікова структура населення | Статево-вікова структура населення | Статево-вікова структура населення | Статево-вікова структура населення | Статево-вікова структура населення |
| ---------------------------------- | ---------------------------------- | ---------------------------------- | ---------------------------------- | ---------------------------------- |
|                                    |                                    |                                    |                                    |                                    |
| Всього                             | Всього                             | 47,2%52,8%                         |                                    |                                    |
| 0 — 14 років                       | 0 — 14 років                       |                                    | 17,6%                              | 17,6%                              |
| 15 — 64 років                      | 15 — 64 років                      |                                    | 59,5%                              | 59,5%                              |
| 65 і більше                        | 65 і більше                        |                                    | 22,9%                              | 22,9%                              |
| 85 і більше                        | 85 і більше                        |                                    | 2,5%                               | 2,5%                               |
| Середній вік (років)               | Середній вік (років)               | 42,243,7                           | 43,0                               | 43,0                               |
| Медіана (років)                    | Медіана (років)                    | 43,846,1                           | 45,2                               | 45,2                               |
| — чоловіки — жінки                 |                                    |                                    |                                    |                                    |

| Походження мешканців:     | Походження мешканців:     | Походження мешканців: | Походження мешканців: | Походження мешканців: |
| ------------------------- | ------------------------- | --------------------- | --------------------- | --------------------- |
| Походження                |                           |                       | осіб                  | %                     |
| Корінні американці        | Корінні американці        |                       | 340                   | 11.46%                |
| Інше північноамериканське | Інше північноамериканське |                       | 770                   | 25.95%                |
| Європейське               | Європейське               |                       | 2 150                 | 72.46%                |
| британське                | британське                |                       | 1 235                 | 41.62%                |
| французьке                | французьке                |                       | 200                   | 6.74%                 |
| українське                | українське                |                       | 165                   | 5.56%                 |
| Латинськоамериканське     | Латинськоамериканське     |                       | 15                    | 0.51%                 |
| Карибське                 | Карибське                 |                       | 10                    | 0.34%                 |
| Африканське               | Африканське               |                       | 25                    | 0.84%                 |
| Азійське                  | Азійське                  |                       | 170                   | 5.73%                 |

| Зайнятість населення за галузями (за класифікацією NOC): | Зайнятість населення за галузями (за класифікацією NOC): | Зайнятість населення за галузями (за класифікацією NOC): | Зайнятість населення за галузями (за класифікацією NOC): | Зайнятість населення за галузями (за класифікацією NOC): |
| -------------------------------------------------------- | -------------------------------------------------------- | -------------------------------------------------------- | -------------------------------------------------------- | -------------------------------------------------------- |
|                                                          |                                                          |                                                          |                                                          |                                                          |
| Управління                                               | Управління                                               |                                                          | 7,4%                                                     | 7,4%                                                     |
| Бізнес, фінанси та адміністрування                       | Бізнес, фінанси та адміністрування                       |                                                          | 10,7%                                                    | 10,7%                                                    |
| Природничі та прикладні науки                            | Природничі та прикладні науки                            |                                                          | 3,7%                                                     | 3,7%                                                     |
| Охорона здоров'я                                         | Охорона здоров'я                                         |                                                          | 12,2%                                                    | 12,2%                                                    |
| Освіта, правозахист, муніципальні та урядові служби      | Освіта, правозахист, муніципальні та урядові служби      |                                                          | 10,3%                                                    | 10,3%                                                    |
| Мистецтво, культура, відпочинок та спорт                 | Мистецтво, культура, відпочинок та спорт                 |                                                          | 2,6%                                                     | 2,6%                                                     |
| Роздрібна торгівля та послуги                            | Роздрібна торгівля та послуги                            |                                                          | 23,2%                                                    | 23,2%                                                    |
| Гуртова торгівля, транспорт та обладнання                | Гуртова торгівля, транспорт та обладнання                |                                                          | 19,9%                                                    | 19,9%                                                    |
| Природні ресурси, сільське господарство                  | Природні ресурси, сільське господарство                  |                                                          | 3,3%                                                     | 3,3%                                                     |
| Виробництво                                              | Виробництво                                              |                                                          | 7%                                                       | 7%                                                       |

## Клімат
Середня річна температура становить 5,9°C, середня максимальна – 23,7°C, а середня мінімальна – -14,3°C. Середня річна кількість опадів – 428 мм.
| Клімат поселення                              | Клімат поселення | Клімат поселення | Клімат поселення | Клімат поселення | Клімат поселення | Клімат поселення | Клімат поселення | Клімат поселення | Клімат поселення | Клімат поселення | Клімат поселення | Клімат поселення | Клімат поселення |
| Показник                                      | Січ.             | Лют.             | Бер.             | Квіт.            | Трав.            | Черв.            | Лип.             | Серп.            | Вер.             | Жовт.            | Лист.            | Груд.            |                  |
| Середній максимум, °C                         | −0,27            | 2,86             | 7,34             | 13,00            | 18,16            | 22,49            | 23,67            | 23,44            | 18,21            | 12,96            | 4,80             | −0,08            |                  |
| Середня температура, °C                       | −7,28            | −4,16            | 0,30             | 5,98             | 11,14            | 15,47            | 17,99            | 17,78            | 12,54            | 7,28             | −0,9             | −5,74            |                  |
| Середній мінімум, °C                          | −14,31           | −11,19           | −6,73            | −1,05            | 4,12             | 8,43             | 12,32            | 12,11            | 6,86             | 1,61             | −6,52            | −11,42           |                  |
| Норма опадів, мм                              | 17               | 17               | 28               | 33               | 58               | 87               | 43               | 45               | 44               | 20               | 19               | 17               |                  |
| Середньомісячна швидкість вітру, м/с          | 4.30             | 4.00             | 4.30             | 4.30             | 4.20             | 3.90             | 3.50             | 3.30             | 3.60             | 4.10             | 4.40             | 4.30             |                  |
| Середньомісячна сонячна радіація, кДж/м²·день | 4329             | 7790             | 13118            | 17241            | 20904            | 22130            | 23666            | 20302            | 14568            | 8761             | 4703             | 3434             |                  |
| --------------------------------------------- | ---------------- | ---------------- | ---------------- | ---------------- | ---------------- | ---------------- | ---------------- | ---------------- | ---------------- | ---------------- | ---------------- | ---------------- | ---------------- |
| Джерело:                                      |                  |                  |                  |                  |                  |                  |                  |                  |                  |                  |                  |                  |                  |

## Видатні уродженці
- Джоні Мітчелл — канадська співачка.

## Галерея

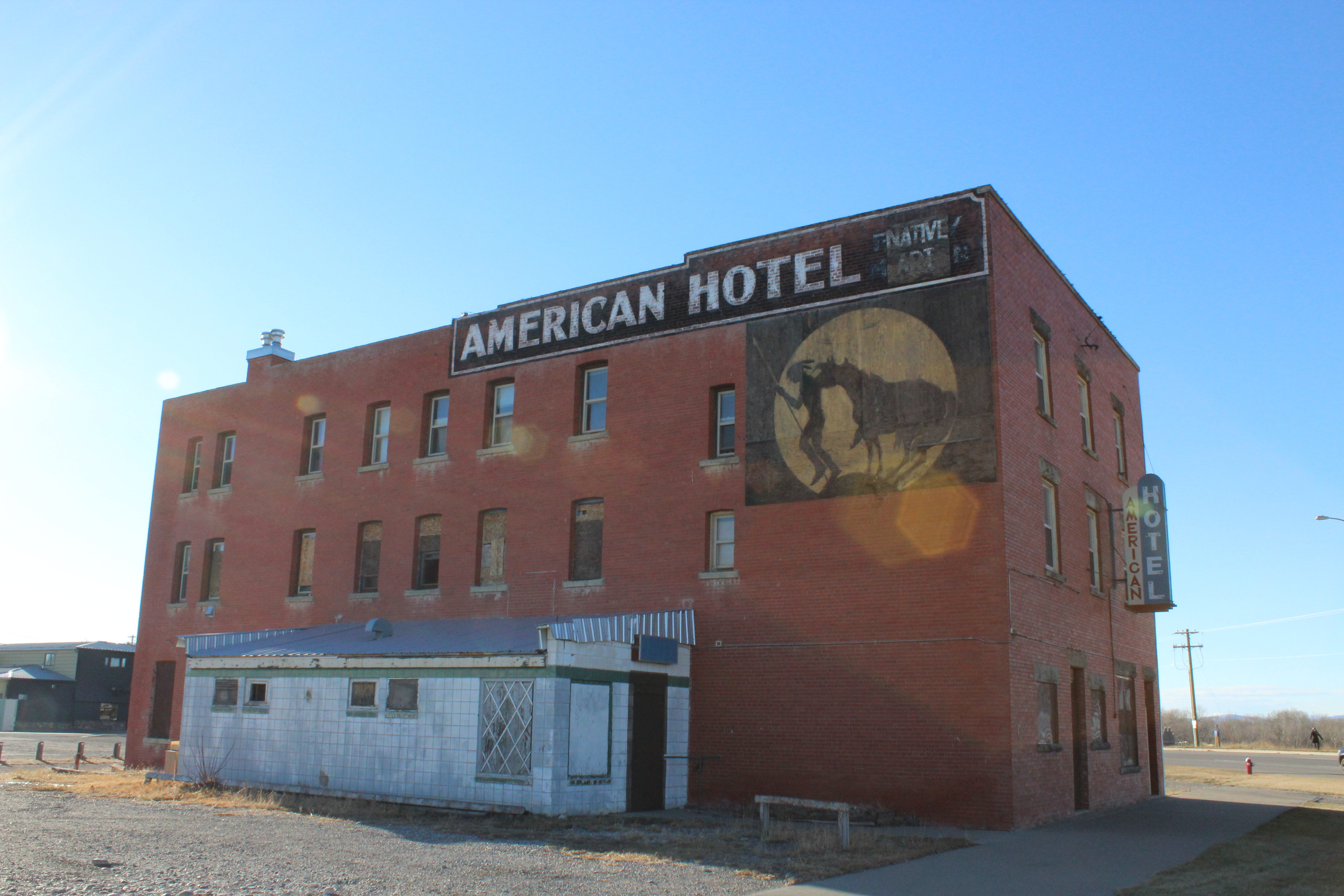
Готель «Амерікен»
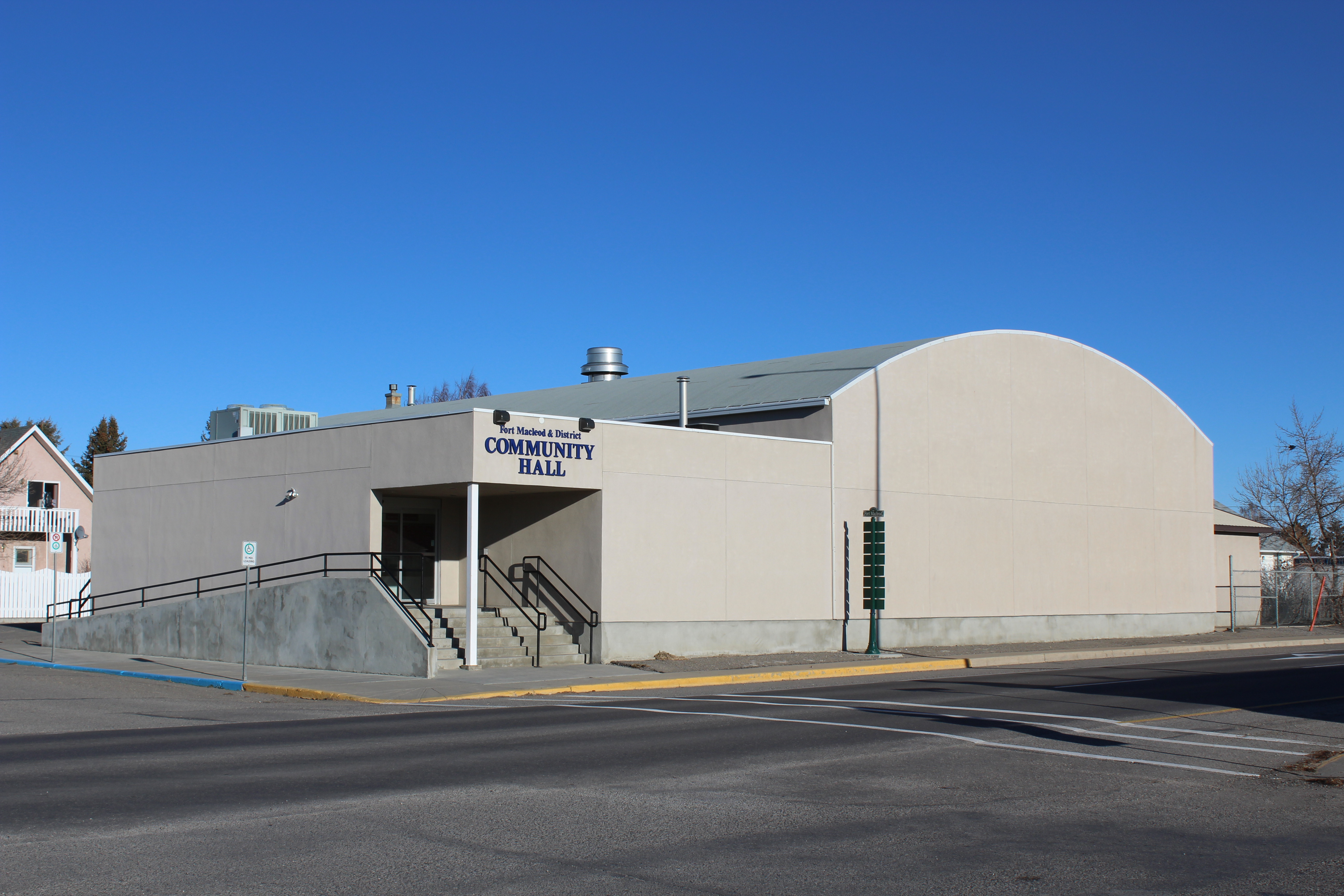
Будівля містечкової та районної громадських рад
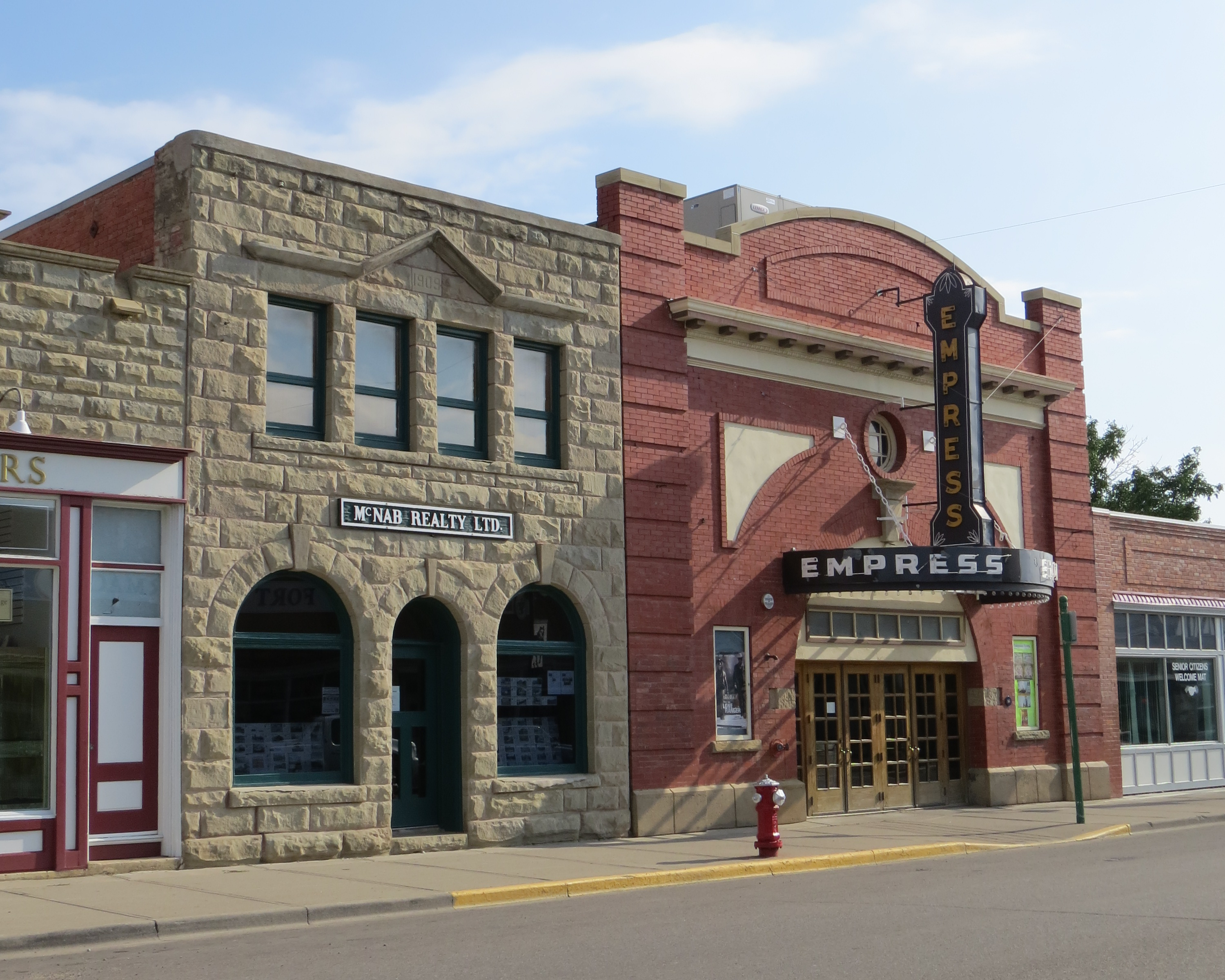
Театр «Імпрес» – пам’ятка національної культурної спадщини